# Liste der Kulturgüter in Saint-Léonard
Die Liste der Kulturgüter in Saint-Léonard enthält alle Objekte in der Gemeinde Saint-Léonard im Kanton Wallis, die gemäss der Haager Konvention zum Schutz von Kulturgut bei bewaffneten Konflikten, dem Bundesgesetz vom 20. Juni 2014 über den Schutz der Kulturgüter bei bewaffneten Konflikten sowie der Verordnung vom 29. Oktober 2014 über den Schutz der Kulturgüter bei bewaffneten Konflikten unter Schutz stehen.
Objekte der Kategorien A und B sind vollständig in der Liste enthalten, Objekte der Kategorie C fehlen zurzeit (Stand: 1. Januar 2023).

## Kulturgüter
| Foto | | Objekt | Kat. | Typ | Standort                                | Beschreibung |
| ---- | --- | --- | ---- | --- | --------------------------------------- | ------------ |
| BW   | Datei hochladen · Wikidata zu Crête des Barmes, neolithisch-bronzezeitliche Felsgravuren (Q29573900) | Crête des Barmes, neolithisch-bronzezeitliche Felsgravuren / Crête des Barmes, gravures rupestres néolithique-âge du bronze KGS-Nr.: 09702 | A    | F   | Les Planisses 598849 / 123699           |              |
| ja   | Datei hochladen · Wikidata zu Altes Pfarrhaus (Q29892458)                                            | Ehemaliges Pfarrhaus / Ancienne cure KGS-Nr.: 07103                                                                                        | B    | G   | Rue du Château 13a 598439 / 122769      |              |
| ja   | Datei hochladen · Wikidata zu Haus Sonvillaz (Q29892461)                                             | Haus Sonvillaz / Maison de Sonvillaz KGS-Nr.: 07105                                                                                        | B    | G   | Rue du Château 1, 1a, 3 598419 / 122720 |              |
| BW   | Datei hochladen · Wikidata zu Wasserkraftwerk an der Lienne (Q131382380)                             | Wasserkraftwerk an der Lienne / Usine hydroélectrique de la Lienne KGS-Nr.: 17352                                                          | B    | G   | Route du Simplon 89 600470 / 123242     |              |